# ناکسویل (ویرجینیا)
ناکسویل (به انگلیسی: Nokesville) یک منطقهٔ مسکونی در ایالات متحده آمریکا است که در شهرستان پرنس ویلیام، ویرجینیا واقع شده‌است. ناکسویل ۲۴٫۵ کیلومتر مربع مساحت و ۱٬۳۵۴ نفر جمعیت دارد و ۸۱ متر بالاتر از سطح دریا واقع شده‌است.